# پائولو فراری (نویسنده)

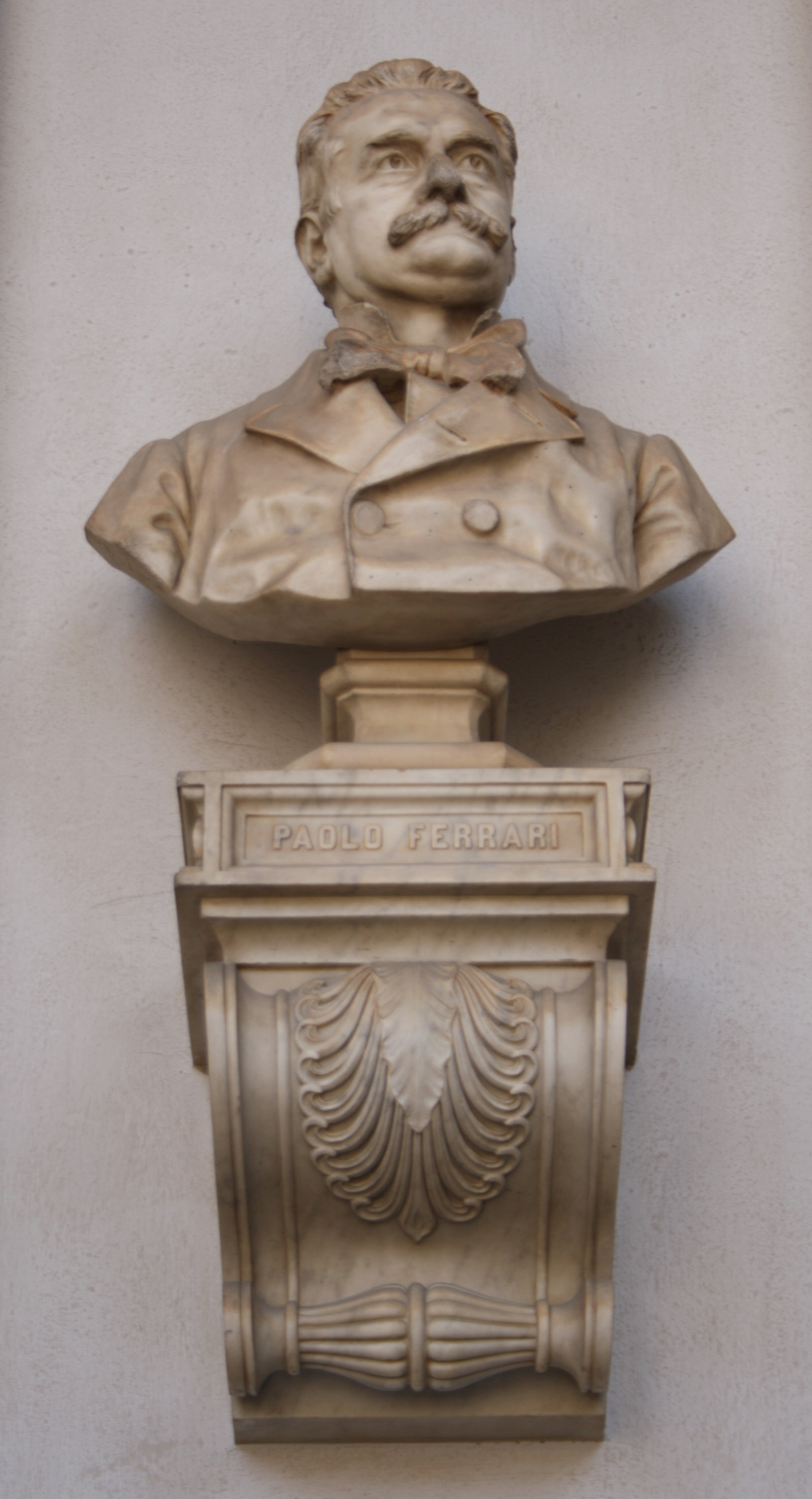
مجسمهٔ پائولو فراری، اثر جولیا برانکا

پائولو فراری (به ایتالیایی: Paolo Ferrari)‏ (۱۸۲۲–۱۸۸۹) درام‌نویس ایتالیایی و از نمایش‌نامه‌نویسان برجستهٔ دورهٔ مبارزه برای استقلال و یکپارچگی ایتالیا به‌شمار می‌رود.

## زندگی‌نامه
پائولو فراری در مودنا به دنیا آمد و نمایشنامه‌های دانته در ورونا (۱۸۶۲) و گولدونی و شانزده کمدی جدیدش (۱۸۵۱) از آثار برجستهٔ اوست. این کمدی میهن‌پرستانه یکی از دوره‌های درخشان تاریخ تئاتر ملی ایتالیا را زمینه ساخته و مبارزهٔ گولدونی برای دستیابی به هنری نو، ژرف و مردمی را به نمایش می‌گذارد، و مضمون آن تکریم ادبیات ایتالیا و استاد بزرگش کارلو گولدونی است. این نمایشنامهٔ فِراری بسیاری از ویژگی‌های کمدی حماسی را در خود جا داده‌است.